# Machimus nicobarensis
Machimus nicobarensis là một loài ruồi trong họ Asilidae. Machimus nicobarensis được Schiner miêu tả năm 1868. Loài này phân bố ở miền Ấn Độ - Mã Lai.